# SMAPの学園キッズ
『SMAPの学園キッズ』（スマップのがくえんキッズ）は、一部テレビ東京系列局で放送されたSMAP司会のバラエティ番組。テレビ東京では1990年10月4日から1991年8月1日まで放送。

## 概要
この番組以前にSMAPが出演していた日曜11:00枠の『ヤンヤンもぎたて族』に替わって木曜18:30枠でこの番組がスタートした。当初は『満員御礼!学園キッズ』（まんいんおんれい がくえん - ）と題して放送されていたが、1991年4月4日放送分をもって改題された。
しかし、約10か月で終了。SMAP司会のバラエティ番組枠は日曜18:30枠へと移動し、『愛ラブSMAP!』がスタートした。
テレビ北海道では、1991年の春休み期間中と冬休み期間中に集中放送されたことがある（平日8:30 - 9:30の1時間枠で1日あたり2週分を連続放送）。

## 放送時間

### 満員御礼!学園キッズ
- 木曜 18:30 - 19:00 （1990年10月4日 - 1991年3月28日）

### SMAPの学園キッズ
- 木曜 17:00 - 17:30 （1991年4月4日 - 1991年8月1日）

## 出演者

### メインレギュラー
- SMAP
  - 中居正広
  - 木村拓哉
  - 稲垣吾郎
  - 森且行
  - 草彅剛
  - 香取慎吾

### 準レギュラー
- ホンジャマカ
  - 石塚英彦
  - 恵俊彰
- 光GENJI
  - 内海光司
  - 大沢樹生
  - 諸星和己
  - 佐藤寛之
  - 山本淳一
  - 赤坂晃
  - 佐藤敦啓（現・佐藤アツヒロ）
- 忍者
  - 柳沢超
  - 正木慎也
  - 遠藤直人
  - 高木延秀
  - 志賀泰伸
  - 古川栄司

## 主なコーナー
- The Stars Memory （『満員御礼!』時代のコーナードラマ）
- スポーツパラダイス
- SMAPと遊ぼう!
- アタックNo.1 （フジテレビのアニメとは無関係）

| テレビ東京系列 木曜18時台後半枠        | テレビ東京系列 木曜18時台後半枠 | テレビ東京系列 木曜18時台後半枠 |
| 前番組                                 | 番組名                          | 次番組                          |
| -------------------------------------- | ------------------------------- | ------------------------------- |
| レスラー軍団〈銀河編〉 聖戦士ロビンJr. | 満員御礼!学園キッズ             | ジャンケンマン                  |
| テレビ東京系列 木曜17時台前半枠        |                                 |                                 |
| ファミっ子大集合                       | SMAPの学園キッズ                | 風雲!江戸の夜明け（再放送）     |